# Gordie Howe Trophy
Gordie Howe Trophy var ett årligt pris i World Hockey Association som gavs till ligans mest värdefulle spelare under grundserien. Trofén hette från början Gary L. Davidson Award för att hedra Gary Davidson, en av grundarna till ishockeyligan WHA, men bytte inför säsongen 1975/1976 namn till Gordie Howe Trophy för att hedra en av ishockeyns allra största stjärnor.

## Vinnare 1973-1979
| Säsong    | Spelare       | Lag                 |
| --------- | ------------- | ------------------- |
| 1972/1973 | Bobby Hull    | Winnipeg Jets       |
| 1973/1974 | Gordie Howe   | Houston Aeros       |
| 1974/1975 | Bobby Hull    | Winnipeg Jets       |
| 1975/1976 | Marc Tardif   | Quebec Nordiques    |
| 1976/1977 | Robbie Ftorek | Phoenix Roadrunners |
| 1977/1978 | Marc Tardif   | Quebec Nordiques    |
| 1978/1979 | Dave Dryden   | Edmonton Oilers     |